# دین مک‌درموت
دین مک‌درموت (انگلیسی: Dean McDermott؛ زادهٔ ۱۶ نوامبر ۱۹۶۶) یک هنرپیشه اهل کانادا است. وی از سال ۱۹۸۸ میلادی تاکنون مشغول فعالیت بوده‌است.
او در فیلم در برابر طناب و مکانی خشک و خنک بازی کرده‌است.